# باد فرح‌بخش بهاری
«باد فرح‌بخش بهاری» یا «باد بهاری» که به نام تصنیف «کشمکش» نیز شناخته می‌شود، تصنیفی در یک بند از عارف قزوینی است که در آواز بیات ترک ساخته شد.  
زری خانم، از زنان دوره قاجار، یک بار این اثر را به سال ۱۲۹۱ شمسی با تار  آرشاک خان اجرا کرده‌است. خسرو عامری‌فر نیز این تصنیف را بازخوانی کرده‌است.

## ماجرای تصنیف
عارف در دیوانش می‌نویسد که این تصنیف را پنج-شش ماه پس از «تصنیف شوستر» (که آن را زمستان سال ۱۳۲۹ ه.ق سروده) با «یک حالت یأس و ناامیدی» ساخته است.